# Chay (futbolista)
Chayene Medeiros Oliveira Santos (Maceió, Brasil, 29 de septiembre de 1990), conocido como Chay, es un futbolista brasileño. Juega de delantero y su equipo actual es el Volta Redonda Futebol Clube del Campeonato Brasileño de Serie B.

## Trayectoria
Chay comenzó su carrera en el Canto do Rio del Ascenso Carioca. Luego continuó su carrera en clubes del Sudeste Asiático. Durante este periodo, en 2013 tras una visita a Brasil, Chay fue herido por una bala perdida en el hígado. Tras no lograr consagrarse en el equipo, Chay regresó a Brasil a jugar Fútbol 7.
Desde 2017, regresó a jugar fútbol nuevamente en clubes del ascenso brasileño. Tras su campaña en el Carioca 2021, donde anotó cinco goles en trece encuentros, fue fichado por el Botafogo en la Serie B.
En enero de 2024, Chay fue cedido al Guarani.

## Clubes
| Club                             | País      | Año           |
| -------------------------------- | --------- | ------------- |
| Canto do Rio                     | Brasil    | 2008          |
| Songkhla FC                      | Tailandia | 2009          |
| Muangthong United FC             | Tailandia | 2010-2011     |
| Songkhla United FC (Cedido)      | Tailandia | 2010          |
| Songkhla FC (Cedido)             | Tailandia | 2011          |
| Sisaket FC                       | Tailandia | 2012          |
| Kedah FA                         | Malasia   | 2013          |
| Bela Vista                       | Brasil    | 2017          |
| Mogi Mirim                       | Brasil    | 2018          |
| São Gonçalo EC                   | Brasil    | 2018          |
| Rio Branco FC                    | Brasil    | 2019          |
| America FC                       | Brasil    | 2019          |
| Portuguesa (Río de Janeiro)      | Brasil    | 2020-2021     |
| Botafogo (cedido)                | Brasil    | 2021          |
| Botafogo                         | Brasil    | 2021-2024     |
| Cruzeiro (cedido)                | Brasil    | 2022          |
| Ceará (cedido)                   | Brasil    | 2023          |
| Guarani (cedido)                 | Brasil    | 2024          |
| CRB (cedido)                     | Brasil    | 2024          |
| Volta Redonda Futebol Clube (RJ) | Brasil    | 2025-presente |

## Palmarés

### Títulos nacionales
| Título                          | Club     | País   | Año  |
| ------------------------------- | -------- | ------ | ---- |
| Campeonato Brasileño de Serie B | Botafogo | Brasil | 2021 |
| Campeonato Brasileño de Serie B | Cruzeiro | Brasil | 2022 |
| Copa do Nordeste                | Ceará    | Brasil | 2023 |